# Kovalevskiella
Kovalevskiella är ett släkte av korgblommiga växter. Kovalevskiella ingår i familjen korgblommiga växter.
Kladogram enligt Catalogue of Life:
| Kovalevskiella | \| \| Kovalevskiella aitchisoniana \| \| \| \| \| \| Kovalevskiella kovalevskiana \| \| \| \| \| \| Kovalevskiella zeravschanica \| \| \| \| |
|                | \| \| Kovalevskiella aitchisoniana \| \| \| \| \| \| Kovalevskiella kovalevskiana \| \| \| \| \| \| Kovalevskiella zeravschanica \| \| \| \| |
|                | Kovalevskiella aitchisoniana |
|                | |
|                | Kovalevskiella kovalevskiana |
|                | |
|                | Kovalevskiella zeravschanica |
|                | |